# Radio Piemonte Sound
Radio Piemonte Sound è un'emittente radiofonica privata di Cuneo, con sede in via Roma 51.

## Storia
L'emittente venne fondata da Valter Revello, Roberto Merlino, Giorgio Salussoglia e Carlo Chirio il 22 dicembre del 1976 a Limone Piemonte con il nome di Radio Limone International.
Nel maggio del 1977 cambia denominazione e acquisisce quella attuale, Radio Piemonte Sound. L’anno successivo viene trasferita a Borgo San Dalmazzo, dove rimarrà fino alla sua attuale sede nel centro storico di Cuneo dall'estate 2013.
L’emittente è diretta da Luisella Mellino che subentra nella proprietà nel 1992.
Nel 1995, grazie all'acquisizione di Radio Saluzzo, nasce la consociata Amica Radio Piemonte Sound 2, ascoltabile in provincia di Cuneo sui 88.400 FM.
Nel 2017 grazie alla tecnologia D.A.B., le due emittenti coprono anche il torinese, nonché le zone di Ivrea e del Canavese.
È inoltre presente su Facebook ed Instagram

## Programmazione Attuale
- - Morning News
  - Le Badole Online
  - Pianeta Italia
  - Hit Parade Story & New Hit
  - Ingresso Libero
  - Class
  - Superhit

## Speaker attuali
- Luisella Mellino
- Carmen Musilli
- Lorenzo Bartoli
- Mirco Bencivenni
- Gianfranco Pantaleo
- Federica Alberti

## Speaker del passato
- Valter Revello
- Roberto Merlino
- Patrizio Silvetti
- Giorgio Salussoglia
- Carlo Chirio.
- Sonia Ferretti
- Barbara Gatteschi
- Consuelo Monteverdi
- Alberto Turco
- Maurizio Serra
- Alberto Castoldi
- Viviana Bessone
- Massimo Silumbra
- Paolo della Valle
- Rinaldo Gaggioli
- Oscar Pepino
- Fulvio e Alberto Mattalia
- Lele Oliva
- Sabina de Murtas
- Nicole Mina
- Ugo Milano
- Maurizio Vercesi
- Charlie De Pellegrin
- Tarcisio Piacenza
- Franco il biondo
- Teresita Soracco
- Renato Dutto
- Lello Zanotti
- Daniela Agnese “ Pastina”
- Alessandro Shiffer
- Renato de Luca
- Pier Paolo Luciano
- Sergio Derenale
- Enzo Salza
- Massimo Verna
- Lorenzo Tomaino “Tom”
- Lello Pellegrino
- Giancarlo Giraudo
- Sarino Servetto
- Luciano Marcucci
- Giulia Bruna
- Marta Merlo
- Claudio Verna
- Andrea Vigna
- Atos e Portos Luca Occelli
- Marco Jorio
- Cesare Grassi
- Sara Arzani
- Nicoletta Moncalero
- Diego Rubero
- Manuel Risso
- Zaira Mureddu
- Paolino e Luciano Lussy
- Francesco Bainotti “Jack”
- Alessandro Giuoco
- Pablo Bartucci
- Roberta Pisano
- Robi Bellini
- Claudio Verna
- Mario Piccioni
- Mauro Marino
- Massimo Parisi
- Alessandro Marabotto
- Mauro Pellegrino
- Cesare Mandrile
- Edoardo Monasterolo
- Sergio De Renale
- Flavio Alberti
- Francesco Pinardi
- Maurizio Melita
- Monica Punzi
- Dario Barbero
- Mario Carbonaro
- Daniele Milani
- Daniele Davi